# Hussein Yee
Hussein Yee (ur. 1950) – malezyjski imam pochodzenia chińskiego.

## Życiorys
Urodził się w buddyjskiej rodzinie, ale w wieku 18 lat przeszedł na islam.
W roku 1978 ukończył studia na Islamskim Uniwersytecie w Medynie w dziedzinie hadisu. Jednym z jego nauczycieli był Muhammad Nasiruddin al-Albani, jeden z wielkich uczonych w hadisie.
Po ukończeniu studiów pracował w różnych muzułmańskich organizacjach, między innymi był przewodniczącym w lokalnej społeczności muzułmańskiej w Hongkongu w latach 1984–1985.

## Kontrowersje
Yee stwierdził, że za atakiem na WTC z 2001 roku stoją Żydzi, a nie muzułmanie.